# Paviljoen van het tijdelijke Geluk
Aan de voet van het Atomium in Brussel werd op 17 april 2008 het Paviljoen van het tijdelijke Geluk geopend, ter gelegenheid van het tiende lustrum van Expo 58, de wereldtentoonstelling van 1958. Het bouwwerk moest een hedendaags repliek geven op het Atomium, dat het hoofdpaviljoen was van Expo 58. Zoals het Atomium als tijdelijk bedoeld was, zou ook het nieuwe gebouw maar een half jaar staan. Naar de eisen van de tijd werd het daarom geheel uit recycleerbare materialen opgetrokken: het gebouw, dat evenals zijn voorganger het hoofdpaviljoen was, bestond uit afgedankte, 33 000 oranjegele bierkratten. Het is tot 19 oktober gebruikt voor films en exposities en werd daarna gesloopt.

## Opdracht
De 21e-eeuwse reprise van 1958 had als thema ‘Brussel  Plezier’ en reflecteerde op de begrippen  technologische vooruitgang en beloften  van  geluk. Het paviljoen moest in de geest van 1958 zijn, maar volgens de verwachtingen van nu. Architectenbureau V+ koos daarom voor zijn ontwerp volledig recyclebare materialen en kreeg van de vzw Atomium de bouwopdracht. 

## Ontwerp en planning
Het bouwwerk had inclusief binnenterras een grondoppervlak van 2×312 m². De 33 000 bierkratten van een oud Jupiler-type fungeerden als prefab-elementen en kregen daarvoor uitstel van recycling. De bouw begon medio februari en op 28 maart was het casco klaar om afgewerkt te worden voor de opening op 17 april.
De krattenmuren waren zelfdragend, zodat er geen stutten nodig waren. Voor een stevige stapeling zitten er kleine uitsteeksels onderaan elk gestandaardiseerd bierkrat, die in de onderliggende laag grijpen en door de verspringende stapeling greep elk krat in twee tot vier kratten van de onderliggende laag. De kratten waren bovendien verbonden door 70 000 tiewraps.

## Plaatsing
Het Paviljoen van het tijdelijke Geluk verrees aan het Louis Steens Plein, 150 meter ten zuidoosten van het Atomium. De opbouw werd gedaan door negentien mensen, gedetacheerd door Vereniging Casablanco, die werkervaringsprojecten biedt in de bouwsector.

## Exterieur en interieur
Van opzij oogde het bouwwerk min of meer als een rechthoekig blok, maar inwendig was een hoog puntdak uitgespaard, dat vrij steil was: bij gelijkmatige verspringing dicteren de kratten een dak met een hoogte-breedteverhouding van 5:2, wat een hoek van ruim 68 graden geeft. Het dak met kruisribgewelf, gesteund door pilaren en kapitelen van kratten, gaf de ruimtewerking van een gotische kerk. 
De verlichting werd verzorgd door lampen, die in de kratten waren geplaatst, zodat hun licht door de uitsparingen in zijkant en onderkant viel. Het naar oranje neigende geel van de kratten zorgde voor een warme lichtkleur.

## Gebruik
Het paviljoen werd gebruikt voor films en tentoonstellingen over de Wereldtentoonstellingen, in het bijzonder de Expo 58. Het gebouw is gebruikt van 17 april tot en met 19 oktober 2008, exact dezelfde data waarop in 1958 de expo werd gehouden. Daarna is het afgebroken en zijn de kratten omgesmolten voor hergebruik.